# Comuna Kobylnica
Comuna Kobylnica (poloneză gmina Kobylnica) este o comună rurală din powiat-ul słupski, voievodatul Pomerania, din partea septentrională a Poloniei. Sediul administrativ este satul Kobylnica. Conform datelor din 2004 comuna avea 9.513 de locuitori. Întreaga suprafață a comunei Kobylnica este 244,95 km².
În comuna sunt 25 de sołectwo-uri: Bolesławice, Bzowo, Kobylnica, Komiłowo, Komorczyn, Kończewo, Kruszyna, Kuleszewo, Kwakowo, Lubuń, Lulemino, Łosino, Płaszewo, Reblino, Runowo Sławieńskie, Sierakowo Słupskie, Słonowice, Słonowiczki, Sycewice, Ściegnica, Widzino, Wrząca, Zagórki, Zębowo și Żelkówko. Comuna învecinează cu municipiul Słupsk, comuna Słupsk, comuna Dębnica Kaszubska și comuna Kępice din powiat-ul słupski, comuna Trzebielino din powiat-ul bytowski, respectiv comunele Sławno și Postomino din powiat-ul sławieński, voievodatul Pomerania Occidentală.
Înainte de reforma administrativă a Poloniei din 1999, comuna Kobylnica a aparținut voievodatului Słupsk.